# Cruz das Posses
Cruz das Posses é um distrito do município brasileiro de Sertãozinho, que integra a Região Metropolitana de Ribeirão Preto, no interior do estado de São Paulo.

## História

### Origem
A formação do patrimônio de Santa Cruz das Posses data de 1890, quando o Capitão Antônio Pereira da Silva doou ao Patrimônio da Capela de Santa Cruz 39 hectares de terra da Fazenda Santo Antônio da Boa Vista. Essa doação está registrada no Cartório de Registro de Imóveis de Sertãozinho.

### Fatos históricos
- Em 1914 foi instalado o primeiro centro telefônico, na Praça da Lapa n° 352.
- Em 1922 foi inaugurada a subprefeitura, sendo José Isaías Ferreira o primeiro subprefeito[4].

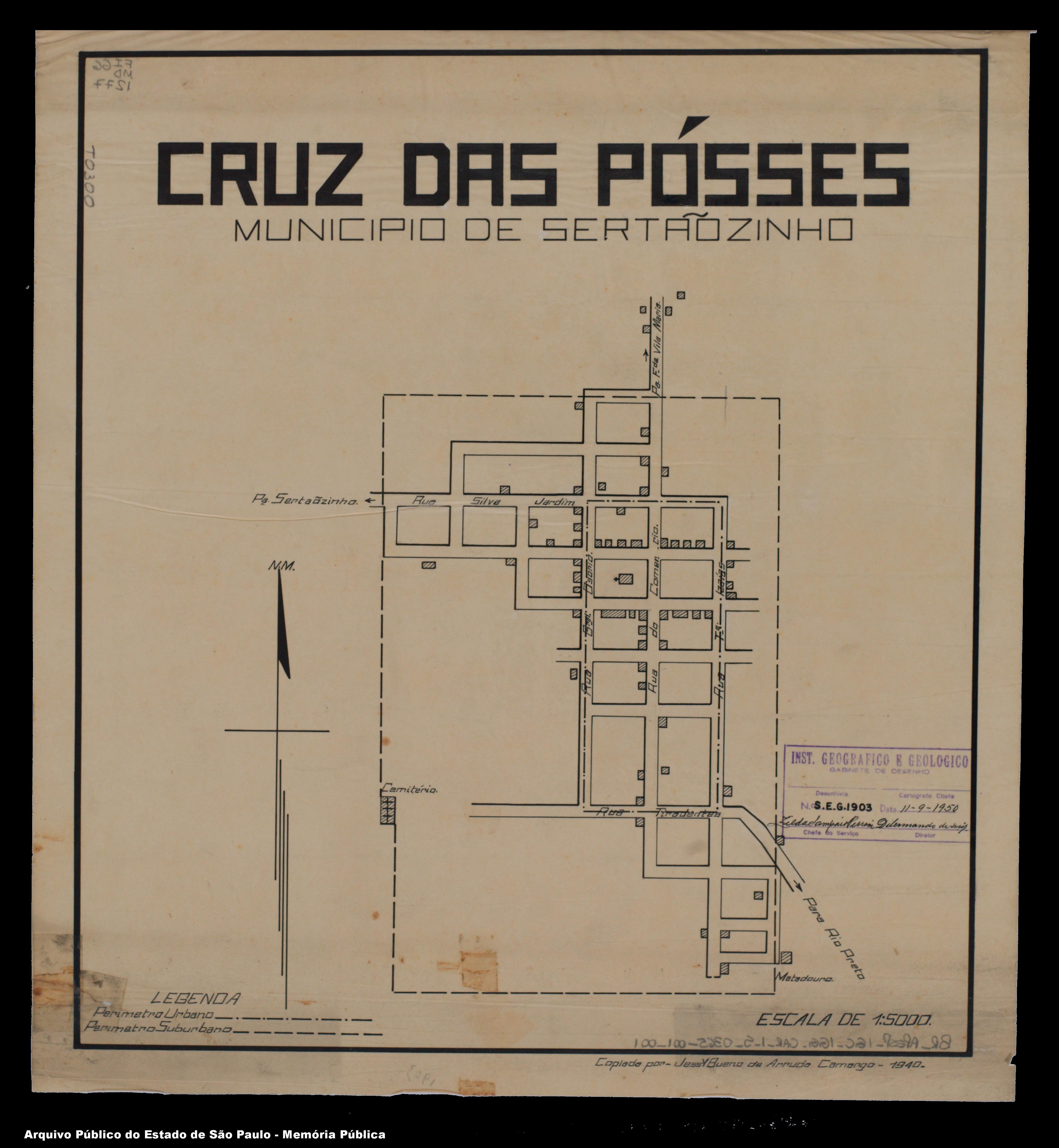
Planta da área urbana original.

### Formação administrativa
- Distrito criado pela Lei nº 569 de 27/08/1898 com o nome de Santa Cruz das Posses, no município de Sertãozinho[5][6].
- Distrito policial criado em 16/03/1899[7][8].
- Decreto n° 9.775 de 30/11/1938 - Altera a denominação para Cruz das Posses[9].

### Pedidos de emancipação
O distrito tentou a emancipação político-administrativa e ser elevado à município, através de processos que deram entrada na Assembléia Legislativa do Estado de São Paulo nos anos de 1971, 1990 e 1995, mas como não atendiam os requisitos necessários exigidos por lei para tal finalidade, os processos foram arquivados.

## Geografia

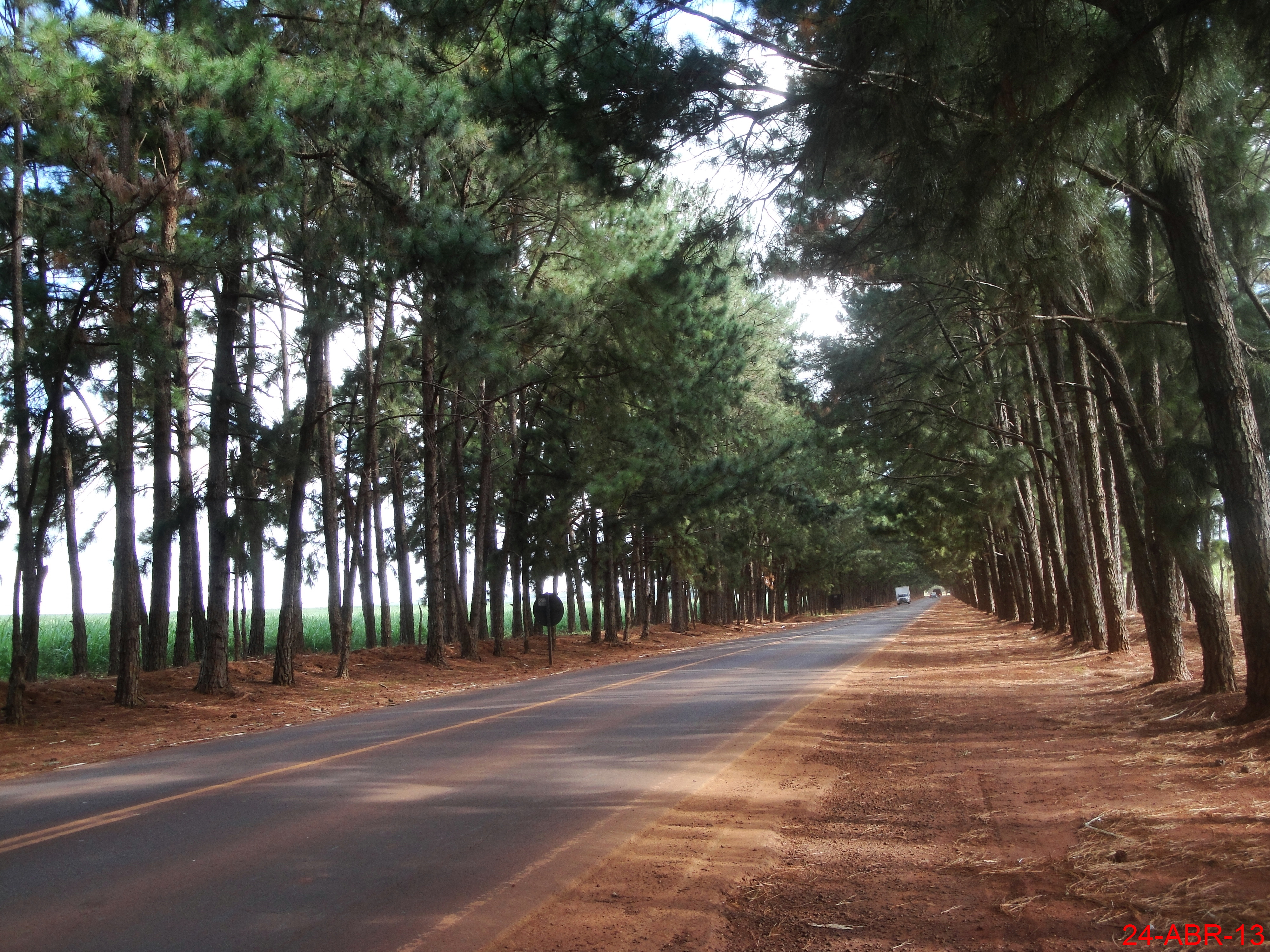
Estrada vicinal de acesso ao distrito.

### Demografia

#### População urbana
| Crescimento população urbana | Crescimento população urbana | Crescimento população urbana | Crescimento população urbana |
| Censo                        | Pop.                         |                              | %±                           |
| ---------------------------- | ---------------------------- | ---------------------------- | ---------------------------- |
| 1934                         | 314                          |                              |                              |
| 1940                         | 431                          |                              | 37,3%                        |
| 1950                         | 256                          |                              | −40,6%                       |
| 1960                         | 591                          |                              | 130,9%                       |
| 1970                         | 1 235                        |                              | 109,0%                       |
| 1980                         | 2 540                        |                              | 105,7%                       |
| 1991                         | 4 653                        |                              | 83,2%                        |
| 2000                         | 6 265                        |                              | 34,6%                        |
| 2010                         | 7 259                        |                              | 15,9%                        |
| Fonte: IBGE e Fundação SEADE |                              |                              |                              |

#### População total
Pelo Censo 2010 (IBGE) a população total do distrito era de 7 477 habitantes.

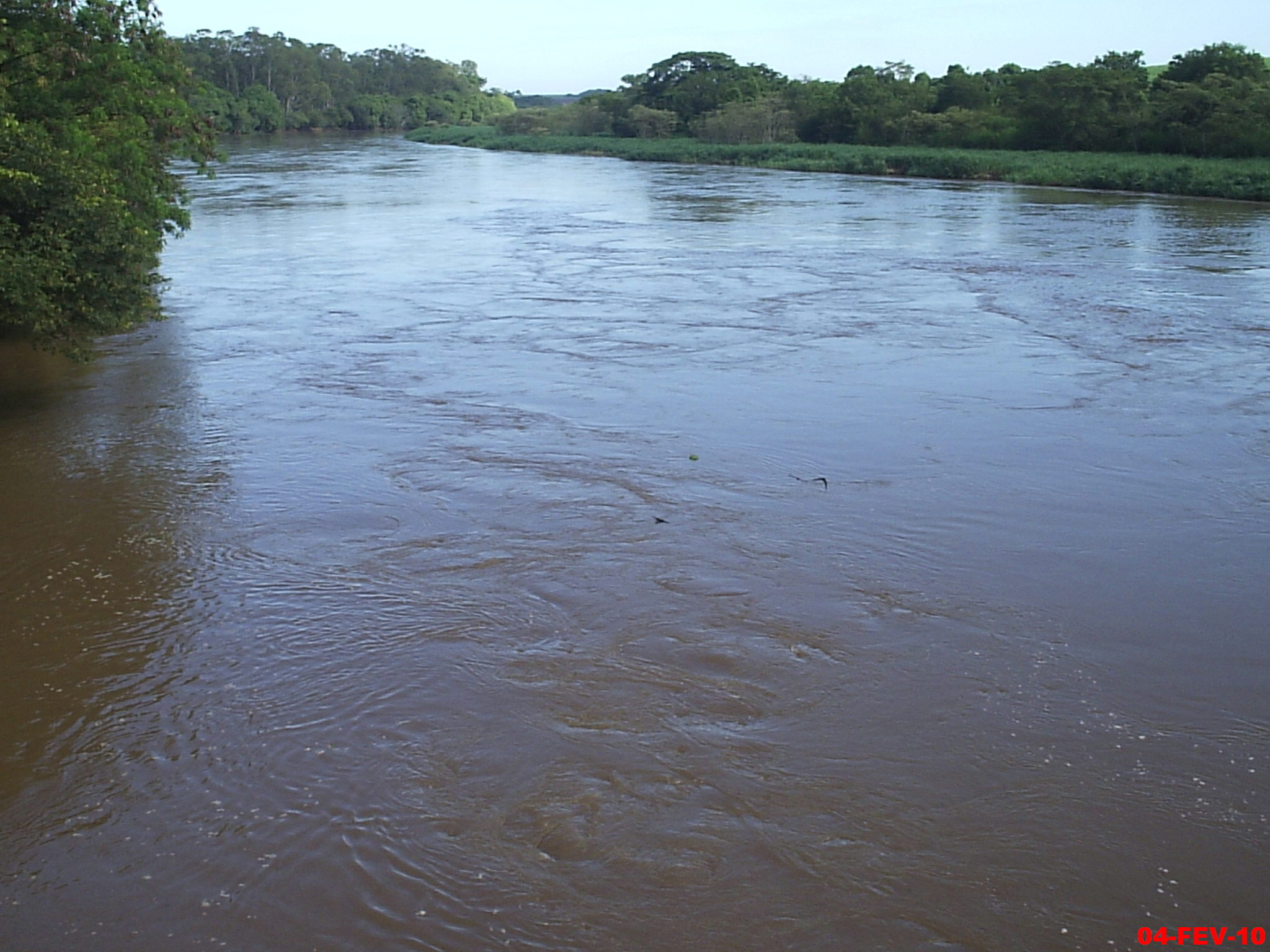
Trecho do Rio Pardo próximo à Cruz das Posses.

### Área territorial
A área territorial do distrito é de 88,318 km².

### Rodovias
O acesso à Cruz das Posses é feito por uma estrada vicinal que liga o distrito à Rodovia Anhanguera (SP-330) e à cidade de Sertãozinho.

### Hidrografia
- Rio Pardo.

## Serviços públicos

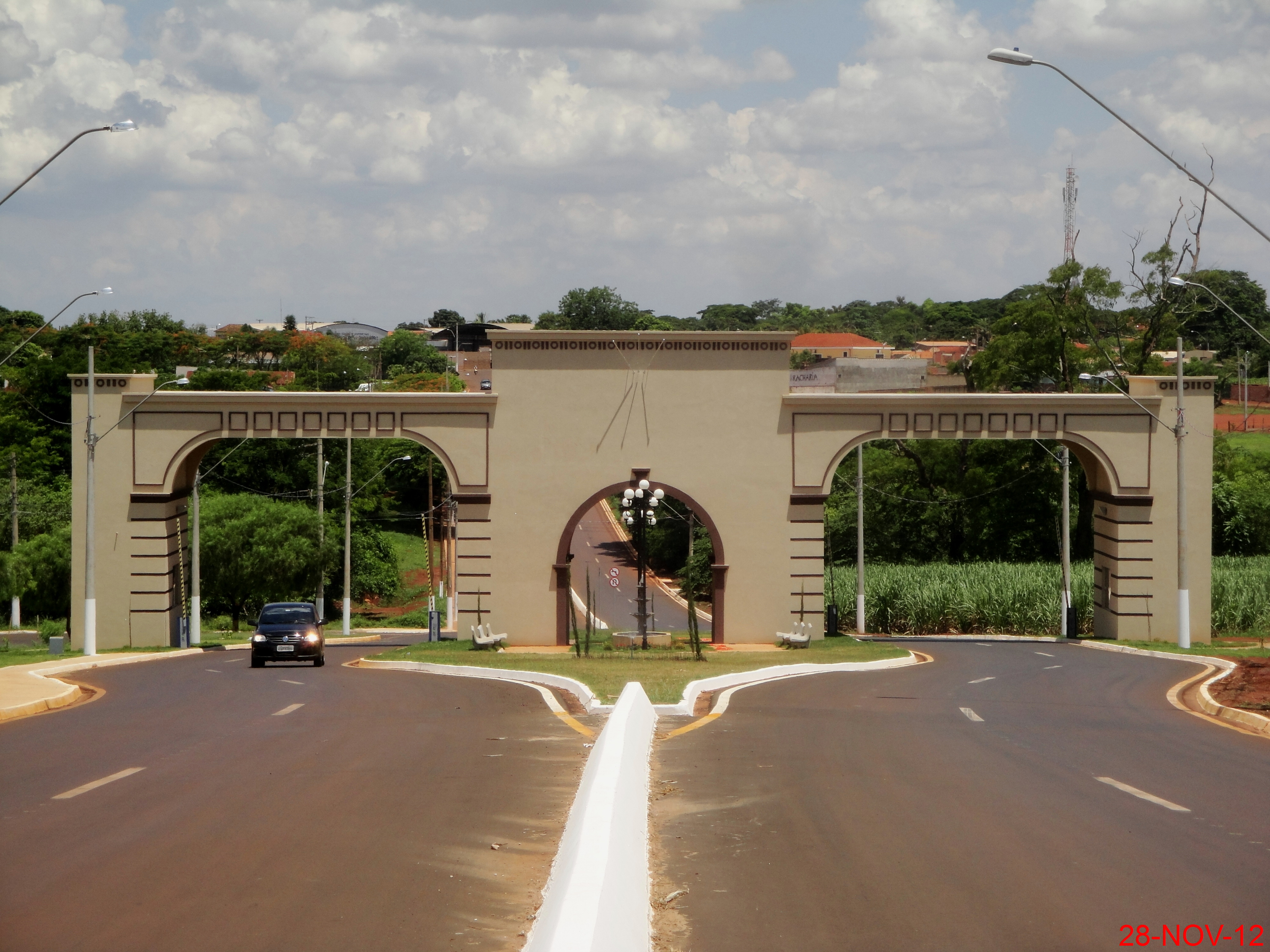
Portal de entrada.

### Administração
A administração do distrito é feita pela Secretaria Distrital de Cruz das Posses.

### Registro civil
Atualmente é feito na sede do município, pois o Cartório de Registro Civil das Pessoas Naturais do distrito foi extinto pela Resolução nº 1 de 29/12/1971 do Tribunal de Justiça do Estado de São Paulo, e seu acervo foi recolhido ao cartório do distrito sede. 

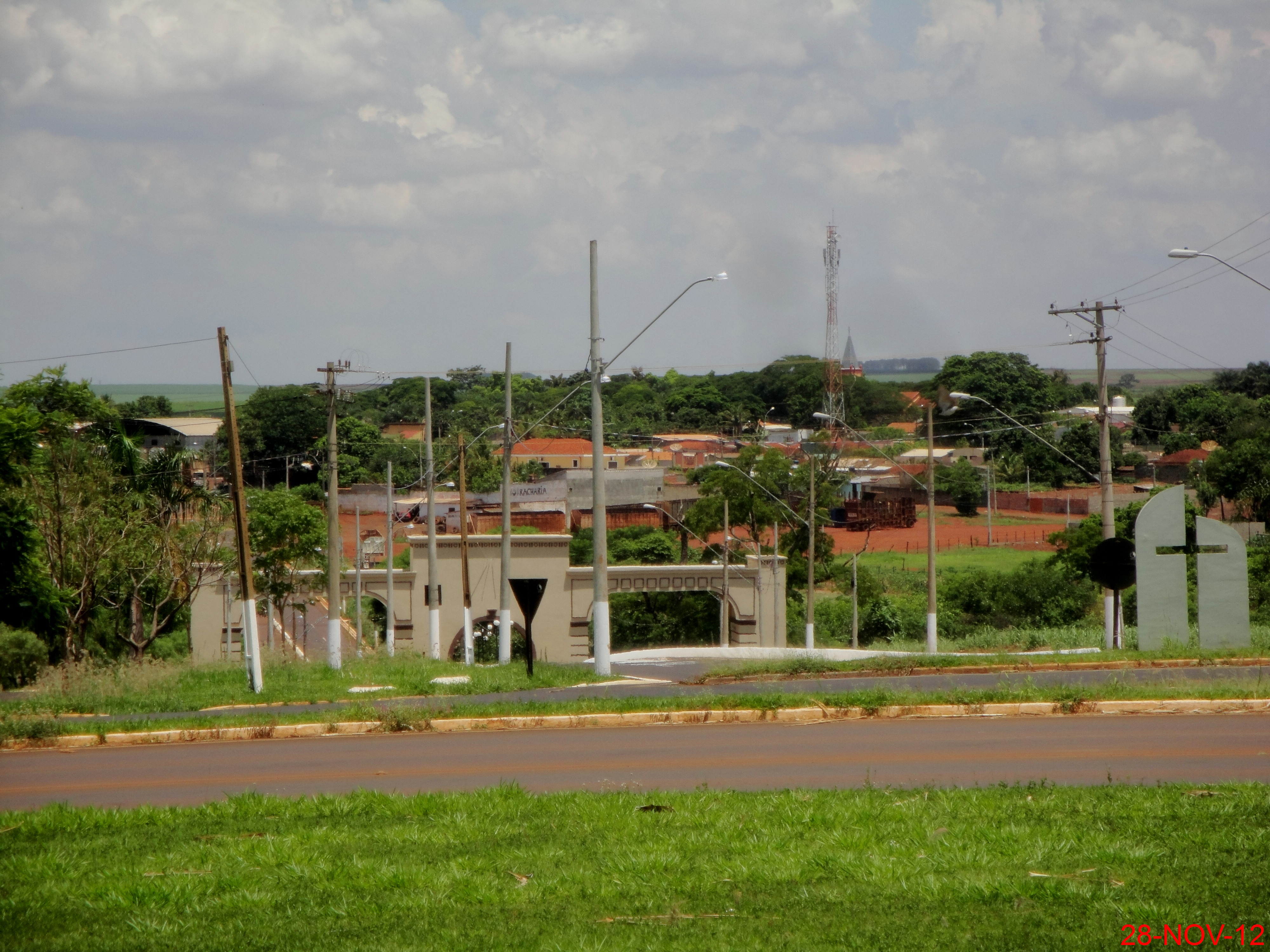
Aspecto local.

### Saneamento
O serviço de abastecimento de água é feito pelo Serviço Autônomo Água e Esgoto e Meio Ambiente de Sertãozinho (SAEMAS). 

### Energia
A responsável pelo abastecimento de energia elétrica é a CPFL Paulista, distribuidora do Grupo CPFL Energia.

### Telecomunicações
O distrito era atendido pela Telecomunicações de São Paulo (TELESP), que inaugurou a central telefônica utilizada até os dias atuais. Em 1998 esta empresa foi vendida para a Telefônica, que em 2012 adotou a marca Vivo para suas operações.

## Atividades econômicas
Está instalada no distrito, no lugar da tradicional Usina Albertina que faliu, a Unidade de Grãos 3 da Copercana (Cooperativa dos Plantadores de Cana do Oeste do Estado de São Paulo), onde funciona uma Unidade de Beneficiamento de Amendoim. 

## Religião
O Cristianismo se faz presente no distrito da seguinte forma:

### Igreja Católica
- A igreja faz parte da Arquidiocese de Ribeirão Preto[26].

### Igrejas Evangélicas
- Assembleia de Deus - O distrito possui uma congregação da Assembleia de Deus de Ribeirão Preto - Missão[27].
- Congregação Cristã no Brasil[28].